# カルヌール

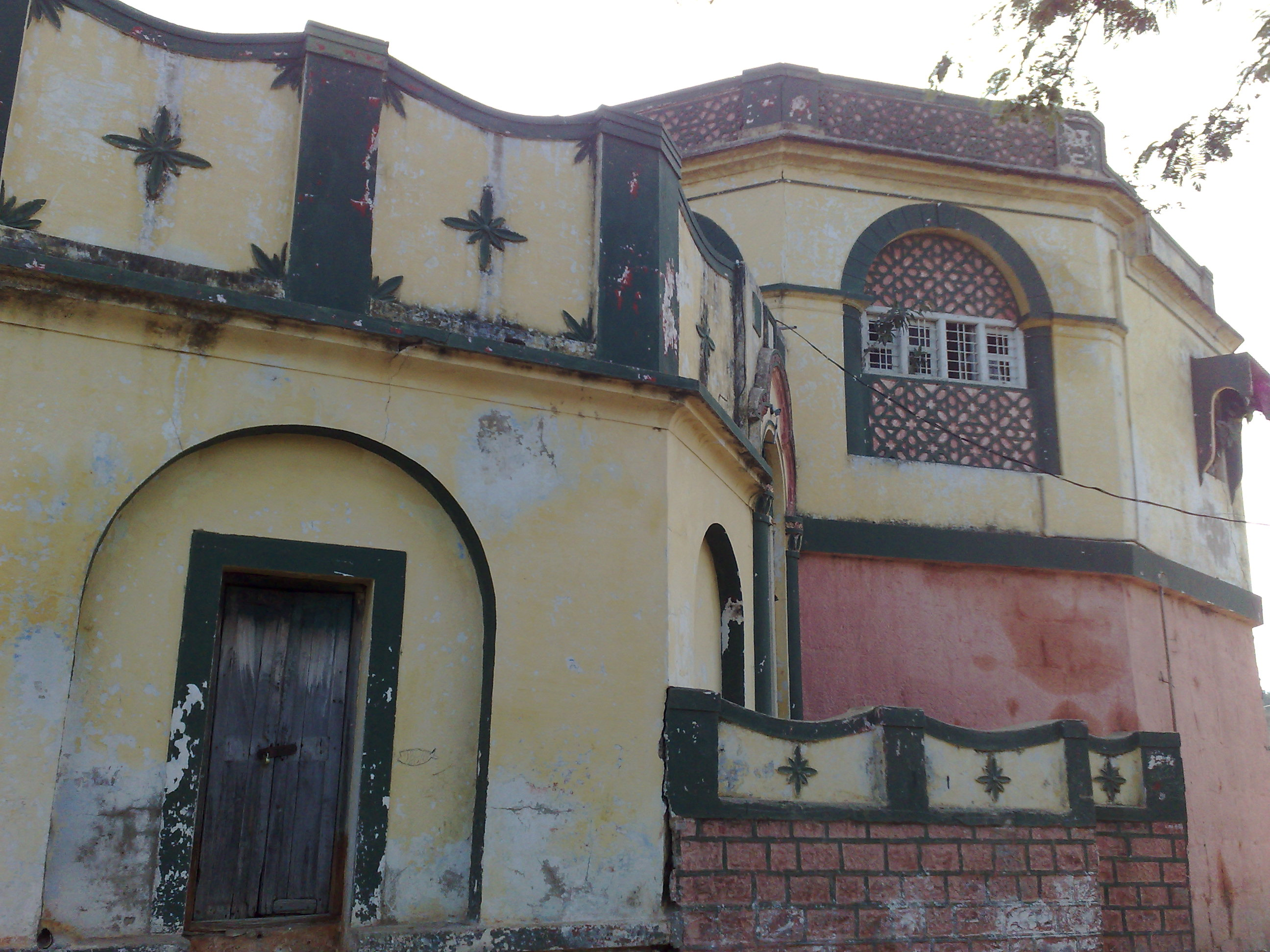
カルヌールのナワーブの邸宅

カルヌール（テルグ語：కర్నూలు、英語：Kurnool/Karnur）は、南インドのアーンドラ・プラデーシュ州、カルヌール県の都市。カルヌール県の県庁所在地でもある。

## 歴史
17世紀、カルヌールはムスリムがヒンドゥーの領主を追い出し、カルヌールのナワーブと呼ばれる一族の統治下に置かれた。
1687年にゴールコンダ王国がムガル帝国に滅ぼされるとその支配下に入ったが、1707年 にアウラングゼーブが死ぬと、カルヌールは独立した。
その後、18世紀後半にイギリスの勢力がこの地方に浸透すると、カルヌールのナワーブはその保護下に入り、藩王国化した（カルヌール藩王国）。
1839年、カルヌール藩王国は反英的なワッハーブ運動との関連を疑われ、取り潰された。